# MOS Burger

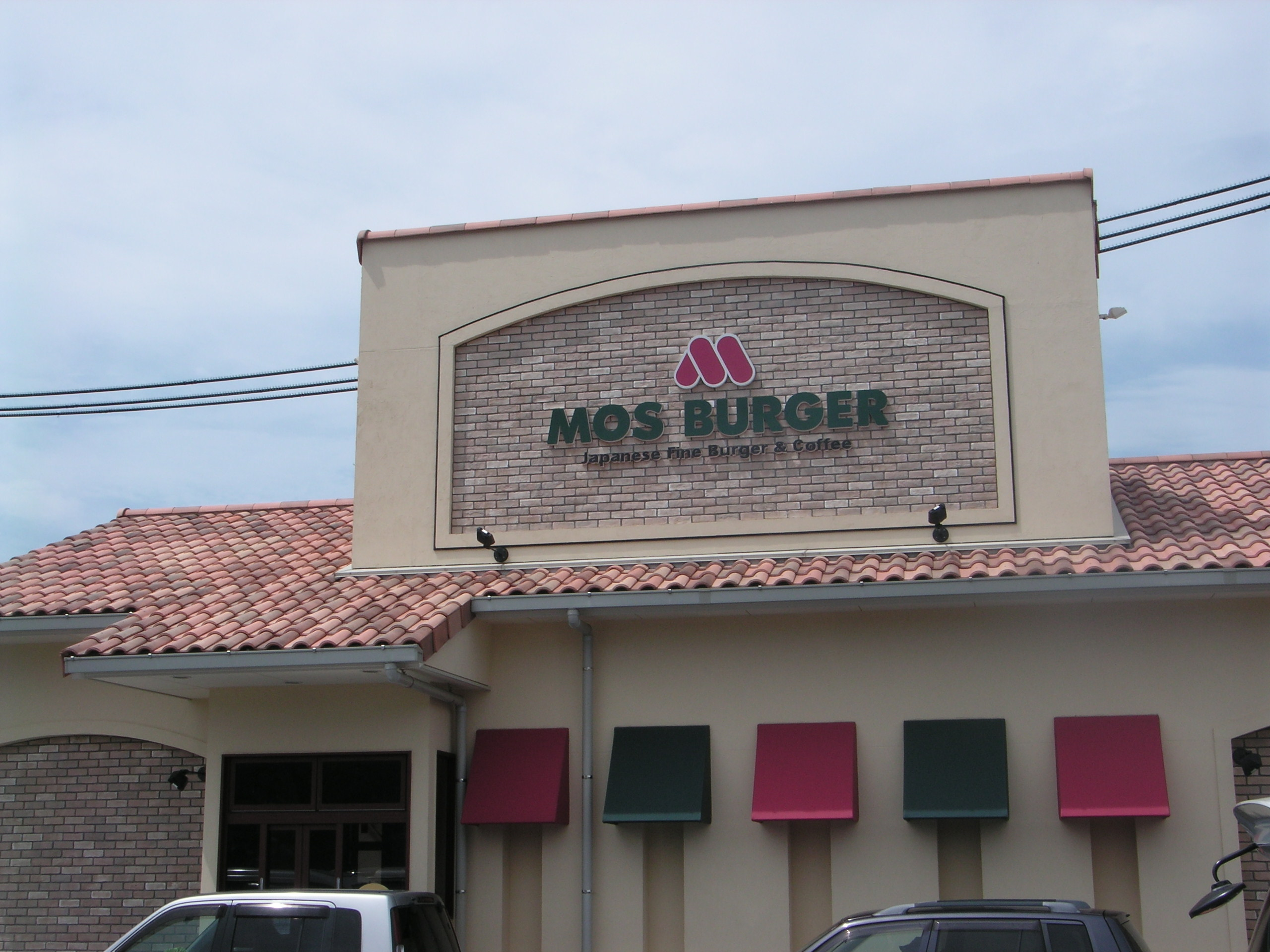
MOS Burger in Shirahama

MOS Burger (Jap. モスバーガー, mosu bāgā, het logo wordt in het Latijnse schrift geschreven) is een Japanse fastfoodketen. De naam MOS is een acroniem van de Engelse woorden mountain (berg), ocean (oceaan) en sun (zon). MOS Burger heeft als grootste markt Japan, maar er zijn ook filialen in het oosten van China, Maleisië, Singapore, Thailand en op Taiwan. MOS Burger biedt een verscheidenheid aan hamburgers aan. Zo verkoopt het de bekende "Rice burger" (hamburger van rijst). De meestverkopende hamburger is de "chiliburger".
In tegenstelling tot de grote Amerikaanse fastfoodketens worden de hamburgers niet op voorraad warm gehouden. Hierdoor is er een langere wachtrij, maar hebben de producten wel een frissere smaak.